# التقارب (بصريات)
التقارب ( الرمز L ) لحزمة ضوئية في علم البصريات هو معكوس المسافة بين البؤرة و المستوى الأساسي . حيث يقاس بالديبوتر (D = m−1) .
- يمكن فهم التقارب أيضا على أنه قياس الإنحناء لمقدمة موجة بصرية .
- إنه صالح بالكامل في البصريات الهندسية فقط حيث يتعارض مع بصريات أشعة جاوس وكذلك بصريات الموجة , لأن مقدمة الموجة عند البؤرة عبارة عن طول موجى مستقل ولا يتناسب الانحناء طرديا مع المسافة من البؤرة .
- يصف التقارب أشعة الضوء عندما تقترب من بعضها البعض، وتصبح قيمها موجبة .
- يقاس التباعد على أنه ديبوترات سالبة، وهذا يعنى أن مصدر الأشعة هو نقطة .